# Euxoa dallolmoi
Euxoa dallolmoi är en fjärilsart som beskrevs av Emilio Berio 1972. Euxoa dallolmoi ingår i släktet Euxoa och familjen nattflyn. Inga underarter finns listade i Catalogue of Life.